# アヴィア・モータース
アヴィア・モータース（Avia Motors）は、チェコ共和国の航空機と自動車の製造メーカー。1919年に航空機メーカーとして創立し、1946年以降、貨物自動車など商用車分野に進出している。複葉機や戦闘機の航空機や航空用エンジンメーカーとして著名であり、特にアヴィア B-534の製造で注目されている。航空機製造は1963年に停止した。

## 歴史
チェコスロバキア最大の航空機メーカー「CKD=プラガ」のチーフエンジニアであったパーヴェル・ベネシュ（Pavel Beneš）と、チーフデザイナーのミロスラフ・ハイン（Miroslav Hajn）によって1919年に創立し、1928年にシュコダ・グループ企業となっており、プラハ近郊の都市で航空機製造が行われていた。第二次世界大戦時にはナチス・ドイツ空軍の機体製造も行っている。戦後、国有化され貨物自動車製造に乗り出しており、1963年までは航空機とトラックの製造を行い、これ以降トラック製造に集中し、航空機部門はエンジンのみ製造が行われ、1988年からはプロペラのみに切り替わっている。1922年、アヴィアはトラック製造とプロペラ製造部門の事業分割を行っている
。
1967年にフランスの貨物自動車メーカーであった「サヴィエム / ルノー」とのライセンス生産契約を交わし製造を開始。
1995年にアヴィアの66%が民営化され、チェコ政府は更なる発展を望み外国人投資家を募り競争入札が行われている。この入札にフランスのルノー、ドイツのメルセデス・ベンツなどが応じているが、最終的に韓国の大宇とオーストリアのシュタイア・ダイムラー・プフによるコンソーシアムによって落札され、オランダで「Daewoo Steyr BV」が設立されている。しかし、1999年の大宇財閥の破綻により2000年、プラハの工場は独立した事業として再建が始められており、所有していた建物や不動産を売却し再建費用に充てている。だが2004年まで赤字が続いたことで存続するため買収される道を望んでおり、2006年にアショック・レイランドにより買収されたことで傘下入りしている。アショック・レイランドはアヴィアの再建を支援し、共同プロジェクトとして新規市場開拓を行ったことでヨーロッパメーカーからグローバルメーカーへと成長を遂げている。2013年、チェコ国内での製造を終了し、製造工場はインドへ移転。インド工場に於いてアヴィアブランドの車両製造を行っている。
2016年にタトラなどの車両、航空機、電車、軍事車両や弾薬などを製造する産業持ち株会社チェコスロバキア・グループ（CZECHOSLOVAK GROUP A.S. CSG）がアショック・レイランドからアヴィアを買収したことによってCSGグループ企業となり現在に至る。

## 航空機
第二次大戦中、ナチス・ドイツからメッサーシュミット Bf109の製造を命じられている。戦後、名称をアヴィア S-99へ変更し製造を継続していたが、正規エンジンであるダイムラー・ベンツ DB 605が枯渇し、代替として、双発爆撃機であるハインケル He111で使用されたユンカース ユモ 211とプロペラを使用した戦闘機アヴィア S-199を開発している。S-199は第一次中東戦争でイスラエル航空宇宙軍に対し納入が行われており、チェコのパイロット間ではメゼック（Mezek）と呼ばれており、イスラエルではメッサ―や単にメッサーシュミットと呼ばれていた。
大戦中ナチス・ドイツはチェコスロバキアに工場を建設し、アヴィアでメッサーシュミット Me262の製造も行っており、大戦で工場が破壊されることなく残ったため、アヴィア S-92として戦後継続して製造が行われている。この他、東側の戦闘機であるIl-10、Il-14、Yak-23、MiG-15の製造なども行われている。

### 製造された航空機

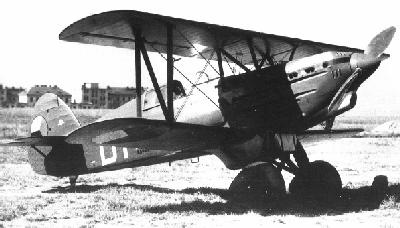
Avia B534

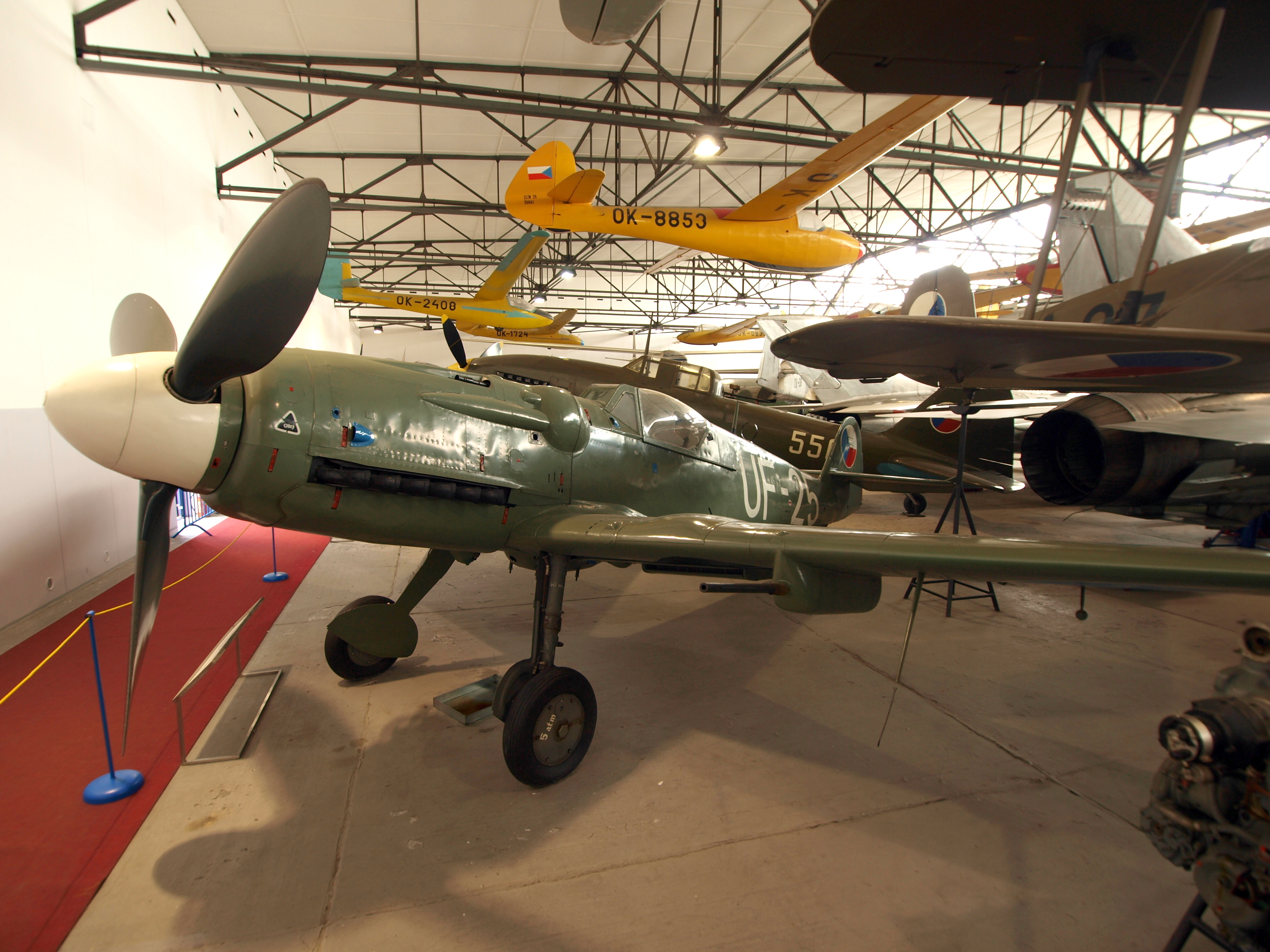
Avia S-199

- Avia BH-1
- Avia BH-2
- Avia BH-3
- Avia BH-4
- Avia BH-5
- Avia BH-6
- Avia BH-7
- Avia BH-8
- Avia BH-9
- Avia BH-10
- Avia BH-11
- Avia BH-12
- Avia BH-16
- Avia BH-17
- Avia BH-19
- Avia BH-20
- Avia BH-21
- Avia BH-22
- Avia BH-23
- Avia BH-25
- Avia BH-26
- Avia BH-27
- Avia BH-28
- Avia BH-29
- Avia BH-33
- Avia BH-35
- Avia BH-39/F.39
- Avia BH-133
- Avia B-34
- Avia B-234
- Avia B-534
- Avia B-51
- Avia B-122
- Avia B-71
- Avia B-156
- Avia B-57
- Avia B-36
- Avia B-35
- Avia B-58
- Avia B-158
- Avia B-135

### 戦後製造された機体
- Avia S-99
- Avia VR-1
- Avia S-92
- Avia S-199
- Avia 14
- Avia B-33
- Avia B-228
- Avia S-105

## 製品

### トラック[2]
- AVIA D 120 4x4 INITIA
- Model AVIA D EURO 5

## 画像

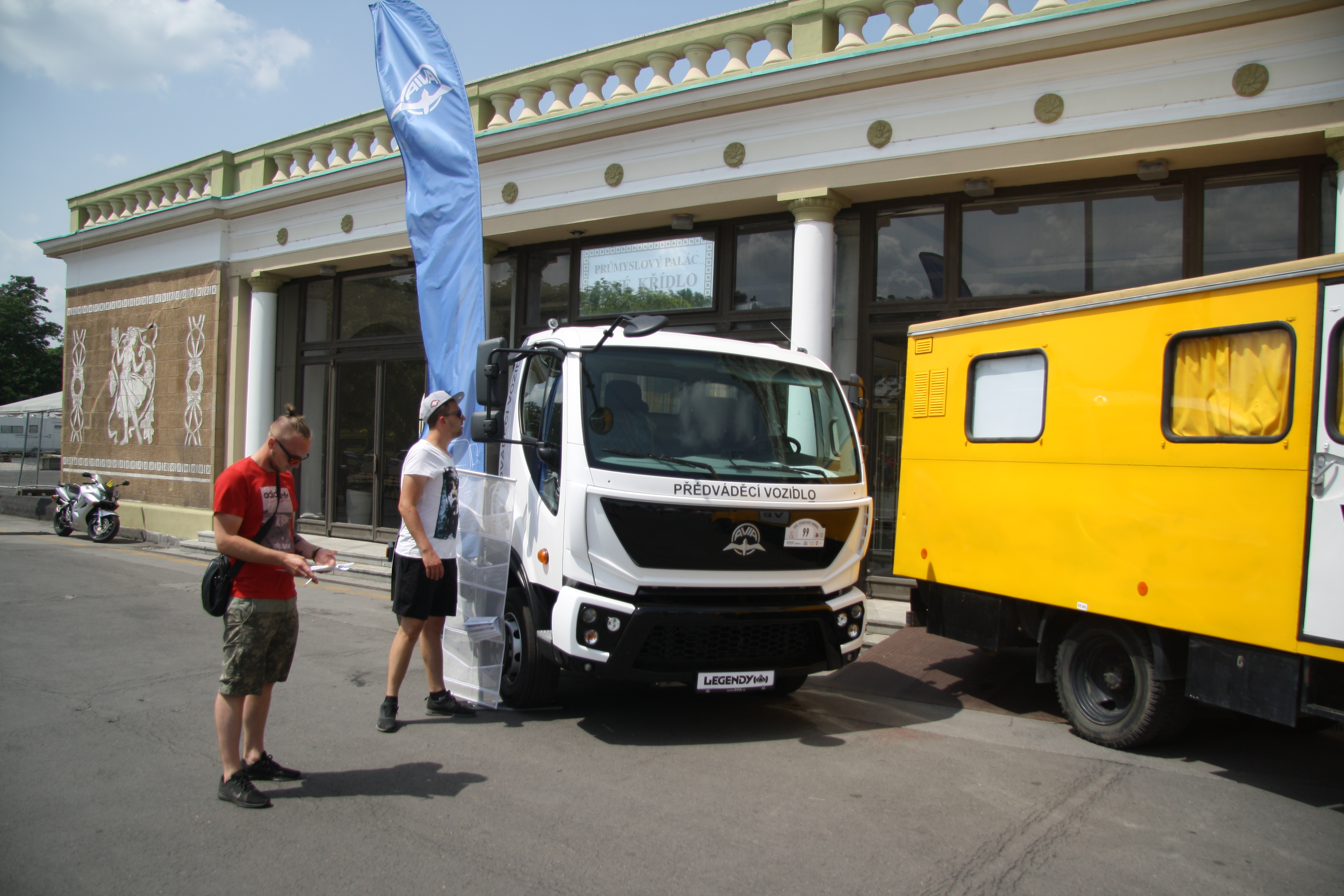
Avia D90
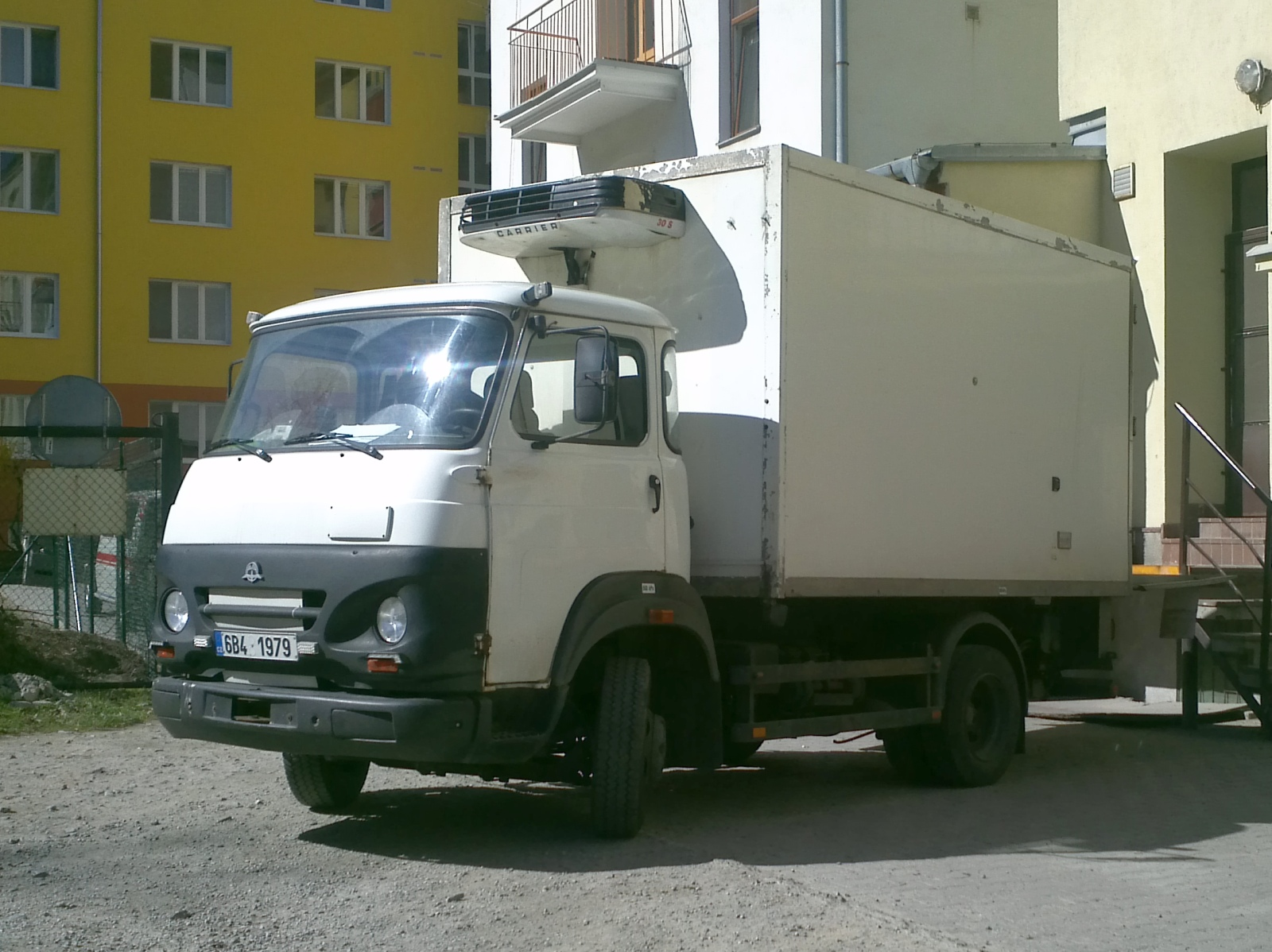
Avia A60
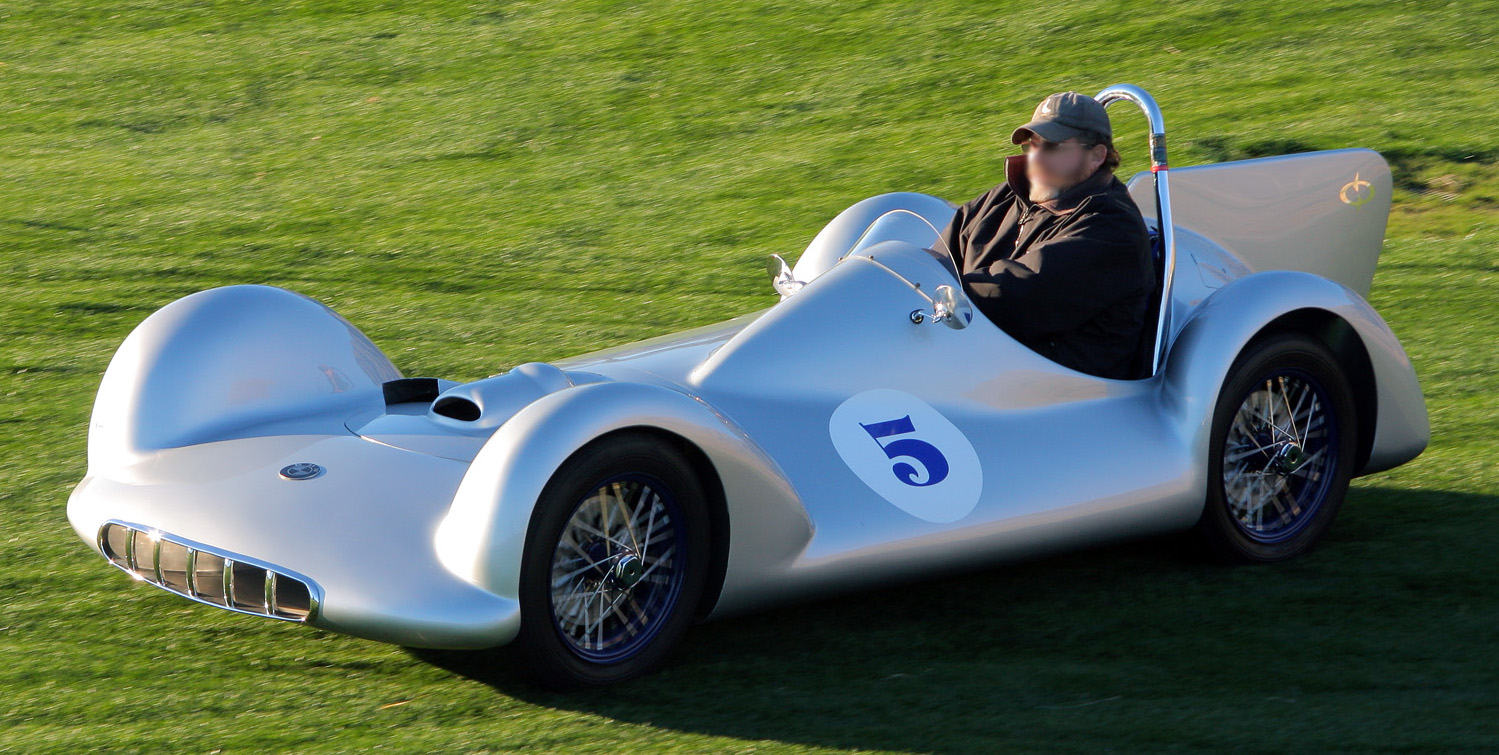
1956年式レーシングカー Avia 750 MKIII
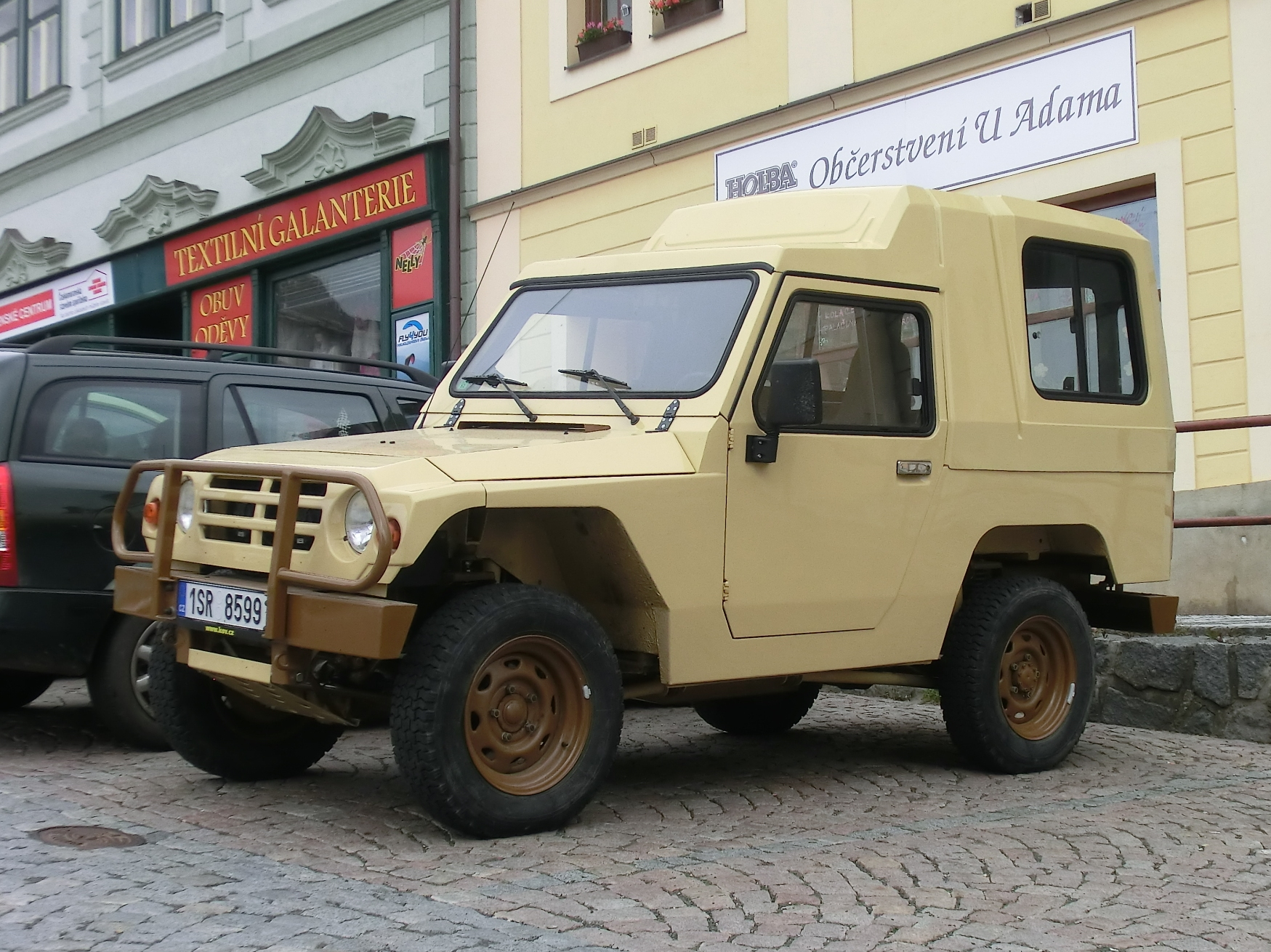
Avia A11 Trend
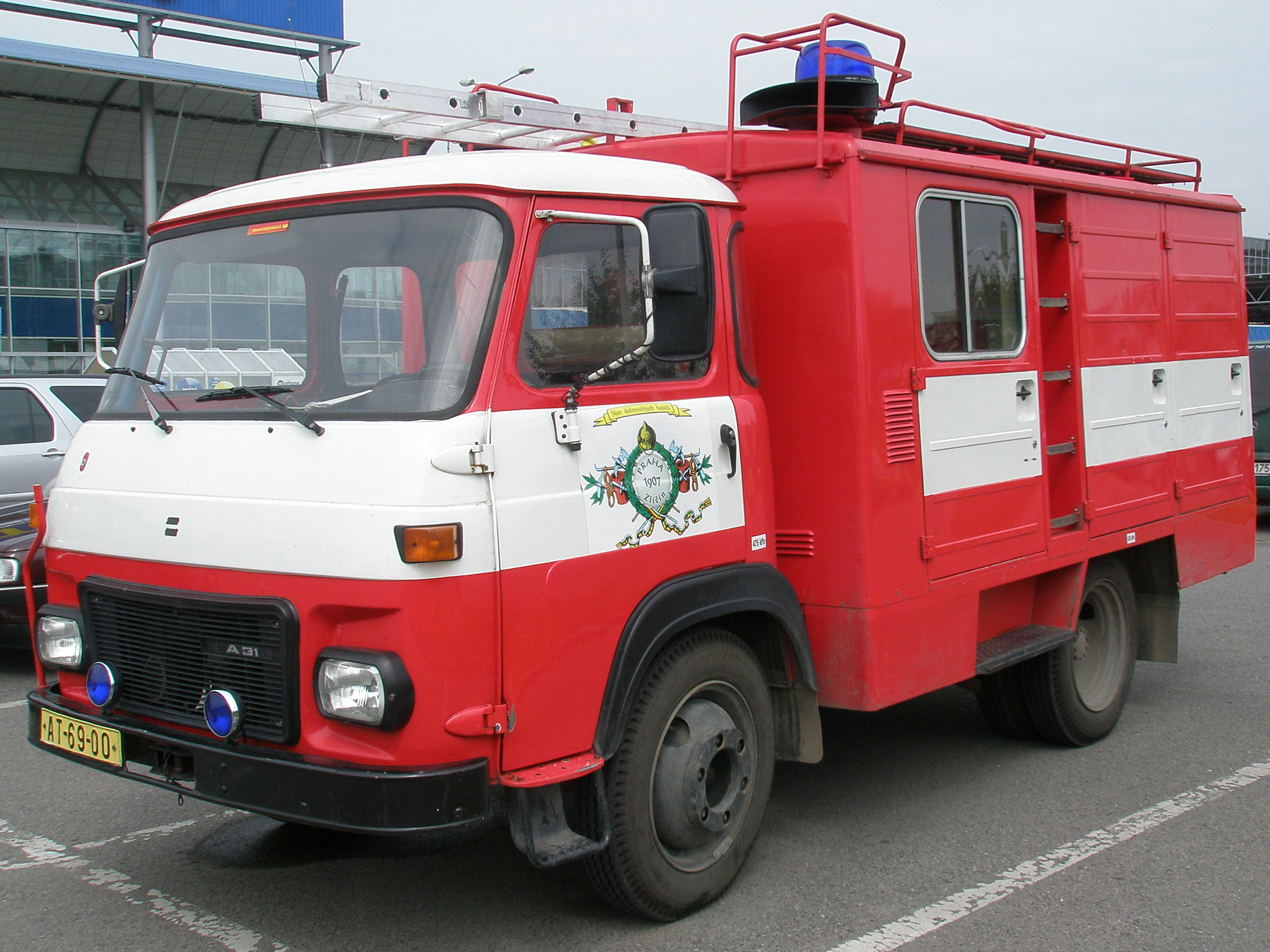
Avia A31消防車
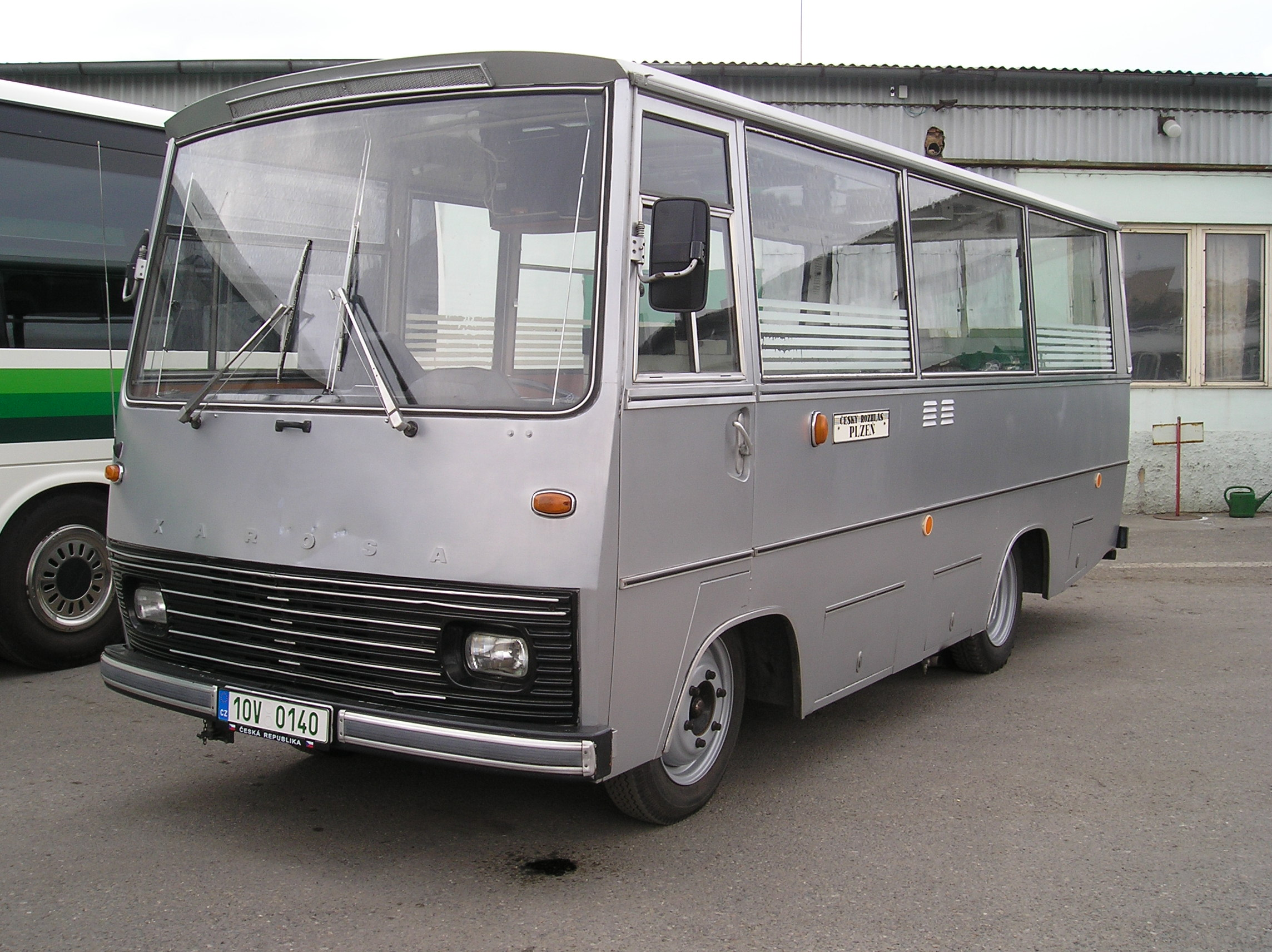
Karosa A30バス